# Sivry-la-Perche
Sivry-la-Perche ist eine französische Gemeinde mit 279 Einwohnern (Stand: 1. Januar 2022) im Département Meuse in der Region Grand Est (bis 2015: Lothringen). Sie gehört zum Arrondissement Verdun, zum Kanton Verdun-1 und zum Gemeindeverband Communauté d’agglomération du Grand Verdun.

## Geografie
Sivry-la-Perche liegt etwa sechs Kilometer westlich des Stadtzentrums von Verdun. Umgeben wird Sivry-la-Perche von den Nachbargemeinden Béthelainville im Nordwesten und Norden, Fromeréville-les-Vallons im Nordosten und Osten, Verdun im Osten und Südosten, Nixéville-Blercourt im Süden, Jouy-en-Argonne im Westen sowie Dombasle-en-Argonne im Westen und Nordwesten. 

## Bevölkerungsentwicklung
| Jahr                       | 1962 | 1968 | 1975 | 1982 | 1990 | 1999 | 2006 | 2019 |
| Einwohner                  | 214  | 183  | 250  | 278  | 275  | 271  | 259  | 274  |
| Quellen: Cassini und INSEE |      |      |      |      |      |      |      |      |

## Sehenswürdigkeiten
- Kirche Saint-Remi, Ende des 18. Jahrhunderts, Anfang des 19. Jahrhunderts erbaut

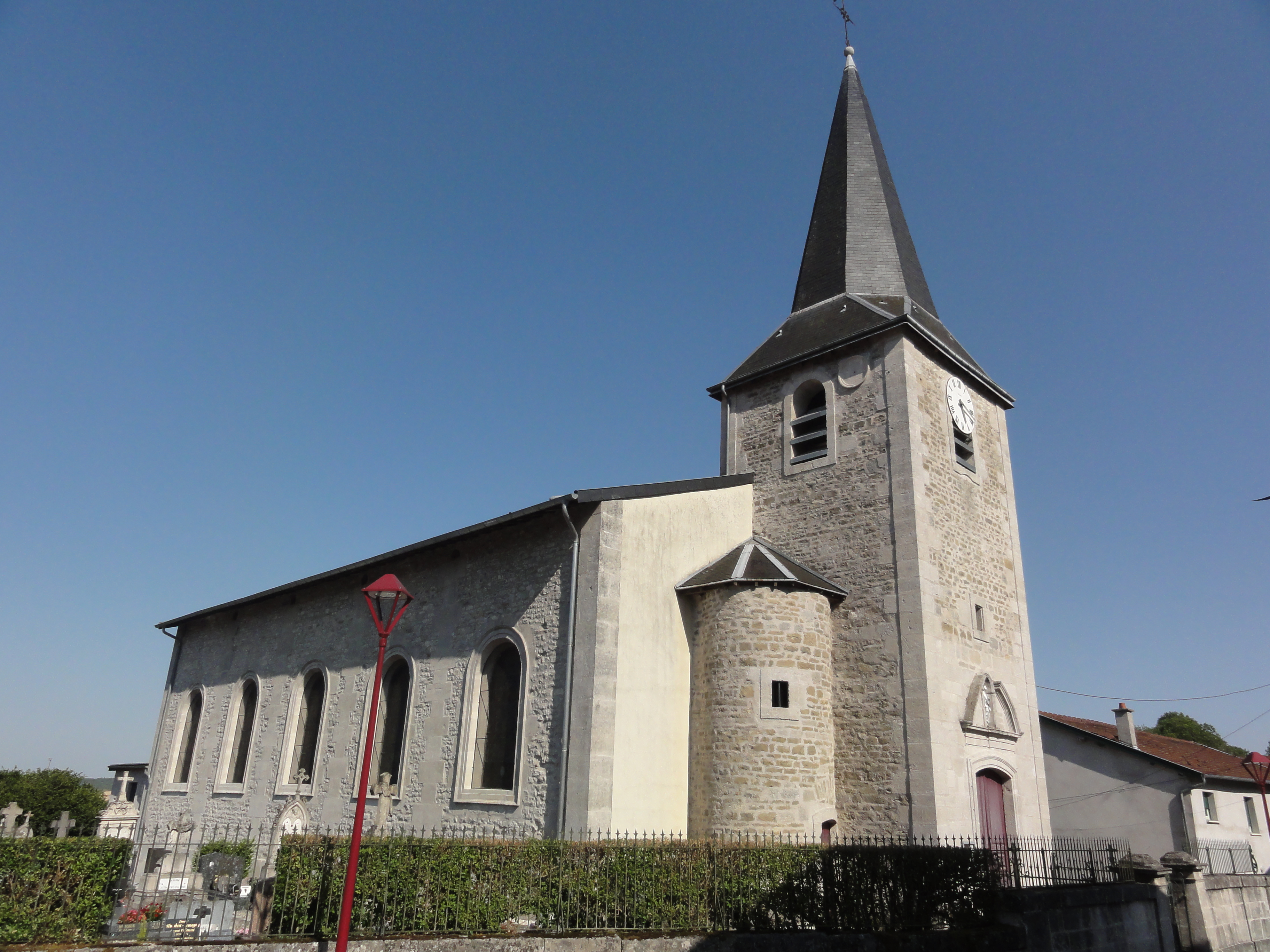
Kirche Saint-Remi